# Рек, Максимилиан
Максимилиан Рек (нем. Maximilian Reck; 11 сентября 1818, Нюрнберг — 6 мая 1885, Нюрнберг) — деятель немецкого театра и печати.
Родился в семье офицера и первоначально поступил в военную службу, но вскоре вышел в отставку ради карьеры журналиста. 28 января 1850 года выпустил первый номер нюрнбергской городской газеты Plakat-Anzeiger (в 1900 году было отмечено 50-летие издания). В 1848 году в переводе Река был издан роман Эжена Сю «Зависть» (из цикла «Семь смертных грехов»).
С 1858 года управлял делами Нового городского театра в Нюрнберге, в 1860 году занял должность его художественного руководителя, на которой оставался до конца жизни. В 1870 году объединил под своим руководством театральные сцены Бамберга, Фюрта и Эрлангена, на которых теперь также выступала нюрнбергская труппа. Рек отдавал предпочтение музыкальному театру консервативного направления, в 1866 году отверг предложение Рихарда Вагнера провести в городе премьеру оперы «Нюрнбергские мейстерзингеры». Эпоха Река стала наивысшим достижением нюрнбергского театра в XIX веке.
Преемником Максимилиана Река и во главе театра, и во главе газеты стал его сын Ханс.